# Владимир Иванов (психиатър)
Владимир Борисов Иванов е български психиатър, професор, заслужил лекар.

## Биография
Роден е на 6 юни 1923 г. в град Марица в учителско семейство. Завършва средно образование в София. Член на РМС от 1942 г. и на БКП от 1947 г. Лежи в затвора по време на Втората световна война. През 1948 г. завършва медицина в Софийския университет. През 1953 г. защитава първата в България кандидатска (докторска) дисертация по медицина на тема „Сънна терапия при някои психози“. Специализира клинична психиатрия и психология в Института по психиатрия при Академията на медицинските науки и в Московския университет. От 1953 до 1956 г. последователно е асистент и старши асистент към катедрата по неврология в Медицинската академия в София. Там е секретар на първичната партийна организация (ППО) и на Вузовския комитет на БКП. В периода 1956 – 1963 г. е старши научен сътрудник, заместник-директор по научната работа и завеждащ психиатричната криника на Научния институт по неврология и психиатрия (НИНП). От 1963 г. е избран за доцент във Висшия медицински институт – Варна. Там създава катедра по психиатрия. От 1964 до 1966 г. е заместник-ректор на института, а в периода 1 юли 1966 до 11 юни 1973 е ректор на Висшия медицински институт. Също от 1966 г. е ръководител на катедрата по психиатрия и професор. През 1969 г. за първи път в България и в института започва да се преподава медицинска психология. Във Варна заема и политически длъжности като член на Градския комитет на БКП – Варна и на Окръжния комитет на ОФ, окръжен съветник. От 1972 г. е председател на Международното дружество по електростимулация. През 1977 г. защитава докторска дисертация (за доктор на науките) на тема „Форми на шизофренната налудност (клинични и патофизиологични проучвания)“. Изиграва важна роля за построяването на психиатричния комплекс във Варна. Основните му области на интереси са налудностите, шизофренията, критика на фройдизма. Основател и главен редактор на сп. „Психосоматична медицина“ и редактор на сп. „Неврология, психиатрия и неврохихургия“. Под негова главна редакция излиза първата в България „Медицинска психология“ (1971) и „Клинична психология“ (1976), „Социална психиатрия“ (1989) и други. Умира през 2002 г.
Носител на орден „Кирил и Методий“ I ст., „Народна свобода – II степен, заслужил лекар (1981).

## Кратка библиография
- Иванов Вл. Сънна терапия и приложението ѝ в психиатрията. София: Наука и изкуство, 1955
- Иванов Вл. Брак и семейство. София: Медицина и физкултура, 1958
- Иванов Вл. Фройдизъм и павловското учение. Варна: ВМИ, 1967.
- Иванов Вл. Фройдизмът и неофройдизмът в критична светлина. В: Царегородцев ГИ (ред.). Критичен анализ на някои теории и концепции в медицината на буржоазните страни. София: Мед. и физк., 1972, 147 – 153.
- Иванов Вл. Налудност и шизофрения. София: Мед. и физк., 1981.
- Иванов Вл. Подсъзнателното в медицината. София: Мед. и физк., 1985.
- Иванов Вл., Иванова, Л. и Иванов, Б. Екзистенциализъм и медицина. София: Мед. и физк., 1987.
- Иванов Вл. Основи на психофизиологията. София: Мед. и физк., 1988.
- Иванов Вл. Философия и медицина. София: Марин Дринов, 2001
- Иванов Вл. В ония незабравими години. София: Булгарика, 2001
- Иванов Вл, Койчев Г. Параноя и параноялни състояния. София: Гея-Либрис, 2018.